# Чжоу Дагуань
Чжо́у Дагуа́нь (кит. 周达观) — китайский посол двора монгольской империи Юань. Был послан с посольской миссией в Камбоджу Тэмуром, унаследовавшим империю от её основателя Хубилая, известного своими посольствами. Он прибыл в Камбоджу в августе 1296 года и отбыл из неё в июне 1297 года.
Он оставил несколько документов о своём путешествии, в том числе «Записки об обычаях Камбоджи», в которых он описывает повседневную жизнь кхмерского двора, историю престолонаследия, и ведёт описательную историю всего того, что видит и что привлекает его внимание.
Его тексты были известны в Европе с XVIII века благодаря переводам, сделанным иезуитскими миссионерами в Пекине в 1789 году.
Позже, в 1819 году, они были опубликованы в Париже: Абель Ремюза представил их более точный и полный перевод. Этот перевод и послужил в качестве основного справочного пособия для работы знаменитого и выдающегося исследователя китаиста Поля Пеллио, увидевший свет в 1902 году.